# Neobisium apuanicum
Espèce
Neobisium apuanicum est une espèce de pseudoscorpions de la famille des Neobisiidae.

## Distribution
Cette espèce est endémique de Toscane en Italie. Elle se rencontre sur le mont Altissimo.

## Étymologie
Son nom d'espèce lui a été donné en référence au lieu de sa découverte, les Alpes apuanes.

## Publication originale
- Callaini, 1981 : Notulae chernetologicae 6. Una nuova specie di Neobisiidae delle Alpi Apuane (Arachnida, Pseudoscorpionida). Fragmenta Entomologica, vol. 16, no 1, p. 9-17.